# Roberto Valturio

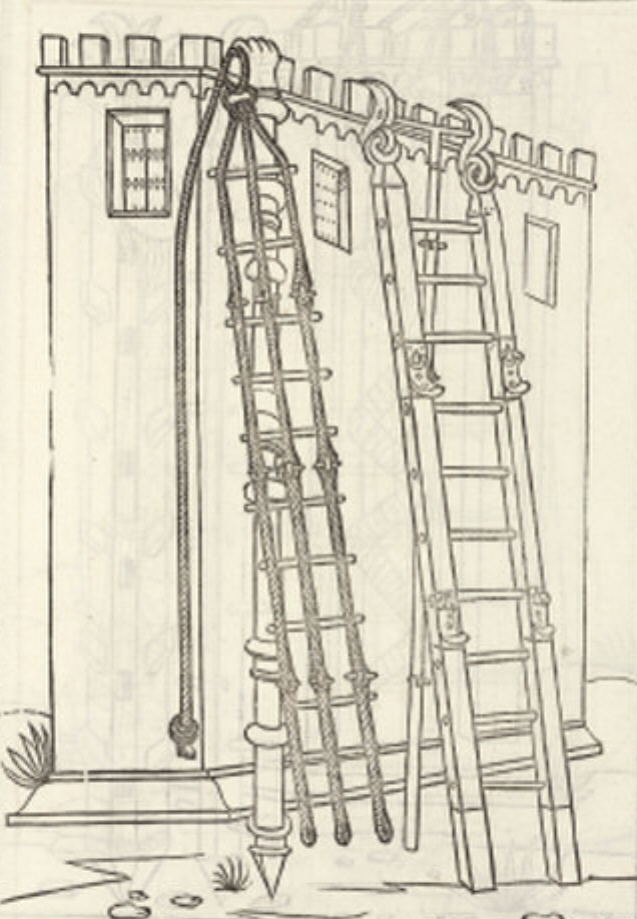
Extrait de De Re Militari

Roberto Valturio (né le 10 février 1405 à Rimini, dans l'actuelle Émilie-Romagne et mort le 30 août 1475) était un ingénieur militaire et écrivain italien du XVe siècle.

## Biographie
Roberto Valturio appartenait à une ancienne famille de Macerata, petite ville au sud d’Ancône, établie ensuite à Rimini. Ses ancêtres ont exercé des charges de chancelier au Vatican où son père fut secrétaire apostolique.
Il a été Maître puis docteur es arts, lecteur de rhétorique et de poésie à l'université de Bologne entre 1427 et 1437. Pendant une décennie il a été secrétaire de la chancellerie pontificale.
Il ne vint à Rimini qu’en 1446 et y a épousé Diana, fille de Rainirolo Lazari et veuve. Il a fait partie du « Conseil privé » de Sigismond Malatesta puis de son fils Roberto jusqu'à sa mort. Dans sa fonction de conseiller, il a fait plusieurs voyages à Rome, et a été apprécié de ses contemporains.
Vers 1465, il décrit le premier chariot automoteur, muni de deux  hélices à quatre palmes qui, en utilisant la force du vent, transmet le mouvement aux roues de traction grâce à une série d'engrenages
À sa mort, ses livres ont été donnés au couvent Saint-François de Rimini. Une bibliothèque y a été spécialement construite en 1490, puis les manuscrits ont été déposés à la bibliothèque Gambalunghiana, fondée en 1619 sur la succession d'Alessandro Gambalunga.

## De Re Militari
Roberto Valturio fut l'ingénieur militaire du prince Sigismond Malatesta seigneur de Rimini. Roberto Valturio ne fut certainement que le rédacteur des idées techniques de ce dernier et sans doute l’originalité de l’œuvre est-elle toute relative ; il mentionne d’ailleurs les auteurs dont il s’est servi et Taccola voisine avec les maîtres antiques. On note également d’étroite parentés, notamment dans les illustrations, avec l’œuvre de Konrad Kyeser. Roberto Valturio apparaît moins dans cette œuvre comme un technicien que comme un homme de lettres.
Le principal intérêt de ce travail, De re militari (1472), est qu’il est, dans cette suite un peu disparate, le premier traité embrassant l’ensemble d’une technique. Il n’y a pas seulement recueil d’images, il y a effort de systématisation inaugurant ainsi l’ère moderne des grands traités techniques. Les illustrations furent exécutées par le graveur et médailliste Matteo de' Pasti, qui emprunta beaucoup aux dessins de Taccola. L’ouvrage fut terminé en 1455. Sigismond Malatesta a alors distribué des manuscrits de l'ouvrage à des personnages comme Mathias Corvin, Francesco Sforza et Mehmet II, et peut-être à Louis XI, Laurent le Magnifique. À ce jour il reste encore vingt-deux exemplaires manuscrits de l'œuvre de Valturio.
L'ouvrage a été imprimé dès 1472 en version latine, puis, en 1483, en italien. Il connut, tant en manuscrit qu’en imprimé un succès considérable. Le livre a été traduit en français en 1555.
Léonard de Vinci connaissait l'édition en italien et s'en est inspiré pour des dessins sur la technologie militaire.

## Publication
- Roberto Valturio, De re militari, Parisiis: Christianum Wechelum, 1532 Texte
- Roberti Valturii, De re militari Texte en latin 1534
- Les douze livres de Robert Valturin touchant à la discipline militaire, traduction en français de Loys Meigret, 1555 Texte